# Viana (Comarca)
Die Comarca Viana ist eine der zwölf Comarcas der spanischen Provinz Ourense in der Autonomen Gemeinschaft Galicien.

## Lage
Das Gebiet der Comarca liegt im Südosten der Provinz Ourense und grenzt dort an Portugal an die folgende Autonome Gemeinschaft und an Comarcas innerhalb der Provinz Ourense:
| Terra de Trives |                                             | Valdeorras                               |
| Verín           | Kompassrose, die auf Nachbargemeinden zeigt | Autonome Gemeinschaft Kastilien und León |
|                 | Portugal                                    |                                          |

## Gliederung
Die Comarca umfasst vier Gemeinden (spanisch Municipios; galicisch Concello) mit einer Gesamtfläche von 746,32 km²km², was 10,26 % der Fläche der Provinz Ourense und 2,52 % der Fläche Galiciens entspricht.
| Gemeinde          | Einwohner (2024) | Fläche km² | Dichte Einw./km² | Cod INE | Postleitzahl |
| ----------------- | ---------------- | ---------- | ---------------- | ------- | ------------ |
| A Gudiña          | 1.186            | 171,42     | 7                | 32034   | 32540        |
| A Mezquita        | 1.006            | 104,26     | 10               | 32048   | 32549        |
| Viana do Bolo     | 2.736            | 270,41     | 10               | 32086   | 32550        |
| Vilariño de Conso | 510              | 200,23     | 3                | 32092   | 32557        |
| Comarca Viana     | 5.438            | 746,32     | 7                | –       | –            |